# Fort Ann (Nueva York)
Fort Ann es un pueblo ubicado en el condado de Washington en el estado estadounidense de Nueva York. En el año 2000 tenía una población de 6,417 habitantes y una densidad poblacional de 22.6 personas por km².

## Geografía
Fort Ann se encuentra ubicado en las coordenadas 43°27′52″N 73°32′19″O / 43.46444, -73.53861.

## Demografía
Según la Oficina del Censo en 2000 los ingresos medios por hogar en la localidad eran de $41,832, y los ingresos medios por familia eran $46,944. Los hombres tenían unos ingresos medios de $26,329 frente a los $23,917 para las mujeres. La renta per cápita para la localidad era de $15,101. Alrededor del 6.7% de la población estaban por debajo del umbral de pobreza.